# Exo Planet 2 – The Exo'luxion
Exo Planet #2 – Exo'luxion (estilizado como EXO FROM EXOPLANET #2 - The EXO'luXion) é a segunda turnê do grupo masculino sino-coreana Exo. A turnê começou na Arena de Ginástica Olimpica de Seul, no dia 7 de março de 2015. Foi oficialmente anunciada em janeiro de 2015, com as 5 primeiras datas na Coreia do Sul. A turnê contou com 39 concertos em toda a Ásia e 5 na América do Norte. Ela reuniu mais de 742 mil pessoas ao redor do mundo, tornando-a como uma das turnês com maior público realizado por um artista coreano na história recente.

## Concertos

### Seul
- A turnê foi oficialmente anunciado pela S.M. Entertainment em 15 de janeiro de 2015, com as quatro primeiras datas em Seul, na Olympic Gymnastics Arena.[2]
- Os ingressos foram colocados à venda em 21 de janeiro de 2015.[3] Devido à demanda popular, um quinto concerto foi realizado em Seul em 13 de março de 2015.[1]
- Após o primeiro show, realizado em 7 de março, notas oficiais foram divulgadas anunciando que os membros Kai e Tao haviam se lesionado durante a performances e seriam incapazes de participar nos demais concertos.[4]

### Taiwan
- Em 11 de junho, EXO viajou para Taiwan para seus dois dias de concerto durante a epidemia da síndrome respiratória por coronavírus do Oriente Médio. O grupo tomou muitas precauções para evitar o potencial de propagação, incluindo o uso de máscaras e tomando uma saída alternativa no aeroporto para evitar a multidão.[5]
- Após os dois dias de concerto em Taiwan, muitos fãs taiwaneses acusaram os seguranças de assédio sexual. Foi alegado que os seguranças haviam agido de forma inadequada durante a revista de segurança na entrada do concerto, incluindo o uso excessivo de força para remover alguns fãs do local. O organizador do concerto, SuperDome, respondeu às acusações negando qualquer irregularidade.[6]

## Set list
Opening VCR (The Exo'luxion)
- 중독 (Overdose) (Remix) (KR)
- History (Remix) (KR/CH)
- El Dorado (KR)

Ment
- 나비소녀 (Don't Go) (KR)
- Playboy (KR)
- 인어의 눈물 (Baby, Don't Cry) (KR)
- My Answer (KR)

VCR #2 (My Turn to Cry)
- The Star (KR)
- Exodus (KR)
- Hurt (KR)

VCR #3
- 피터팬 (Peter Pan) (KR)
- XOXO (KR)
- Lucky (KR)
- 3.6.5 (KR/CH)

Ment
- Christmas Day (KR)
- 첫 눈 (First Snow) (KR)
- 12월의 기적 (Miracles in December) (KR)

Ment
- Beat Burger Remix Medley (KR)
- Full Moon (KR)
- Machine (KR)
- Drop That (KR)
- Let Out the Beast (KR)
- Run (KR)

VCR #4 - VCR #5 - (Call Me Baby Preview)
- Dubstep (KR) (apenas nos dias 3, 4 e 5)
- 으르렁 (Growl) (Stage Version) (KR)
- 늑대와 미녀 (Wolf) (Stage Version) (KR)

Ment
- MAMA (KR/CH)

Encore VCR
- 약속 (EXO, 2014) (KR)

Ment * Thunder (KR)(apenas nos dias 3, 4 e 5)
- 너의 세상으로 (Into Your World) (KR)

Opening VCR (The Exo'luxion)
- 중독 (Overdose) (Remix) (KR)
- History (Remix) (KR/CH)
- El Dorado (KR)

Ment
- 나비소녀 (Don't Go) (KR)
- Playboy (KR)
- 인어의 눈물 (Baby, Don't Cry) (KR)
- My Answer (KR)

VCR #2 (My Turn to Cry)
- The Star (KR)
- Exodus (KR)
- Hurt (KR)

VCR #3
- 피터팬 (Peter Pan) (KR)
- XOXO (KR)
- Lucky (KR)
- 3.6.5 (KR/CH)

Ment
- Christmas Day (KR)
- 첫 눈 (First Snow) (KR)
- 12월의 기적 (Miracles in December) (CH)

Ment
- Full Moon (KR)
- Machine (Remix) (KR)
- Drop That (KR)
- Let Out the Beast (Remix) (KR)
- Run (Remix) (KR)
- Call Me Baby (KR)
- Love Me Right (KR)
- 으르렁 (Growl) (Stage Version) (CH)

Ment
- MAMA (KR/CH)

Encore VCR
- 약속 (EXO, 2014) (KR)

Ment
- 너의 세상으로 (Into Your World) (KR)

Opening VCR (The Exo'luxion)
- 중독 (Overdose) (Remix) (KR)
- History (Remix) (KR)
- El Dorado (KR)

Ment
- 나비소녀 (Don't Go) (KR)
- Playboy (KR)
- 인어의 눈물 (Baby, Don't Cry) (KR)
- My Answer (KR)

VCR #2 (My Turn to Cry)
- The Star (KR)
- Exodus (KR)

VCR #3
- 피터팬 (Peter Pan) (KR)
- XOXO (KR)
- Lucky (KR)
- 3.6.5 (KR)

Ment
- Christmas Day (KR)
- 첫 눈 (First Snow) (KR)
- 12월의 기적 (Miracles in December) (KR)

Ment * Full Moon (KR)
- Machine (Remix) (KR)
- Drop That (KR)
- Let Out the Beast (Remix) (KR)
- Run (Remix) (KR)

VCR #4
- Call Me Baby
- 으르렁 (Growl) (Stage Version) (KR)

Ment
- Love Me Right (KR)

VCR #5
- Sing For You (KR)

Ending Ment
- Unfair (KR)

Opening VCR (The Exo'luxion)
- 중독 (Overdose) (Remix) (KR)
- History (Remix) (KR/CH)
- El Dorado (KR)

Ment
- 나비소녀 (Don't Go) (KR)
- Playboy (KR)
- 인어의 눈물 (Baby, Don't Cry) (KR)
- My Answer (CH)

VCR #2 (My Turn to Cry)
- The Star (KR)
- Exodus (KR)
- Hurt (KR)

VCR #3
- 피터팬 (Peter Pan) (KR)
- XOXO (KR)
- Lucky (CH)
- 3.6.5 (KR/CH)

Ment
- Christmas Day (KR)
- 첫 눈 (First Snow) (KR)
- 12월의 기적 (Miracles in December) (CH)

Ment
- Full Moon (KR)
- Machine (Remix) (KR)
- Drop That (KR)
- Let Out the Beast (Remix) (KR)
- Run (Remix) (KR)
- Call Me Baby (CH)
- Dubstep (KR)(apenas em Macau, Nanjing, Dalian)
- Love Me Right (CH) (exceto Xangai)
- 으르렁 (Growl) (Stage Version) (CH)
- 늑대와 미녀 (Wolf) (Stage Version) (KR)(apenas Xangai)

Ment
- MAMA (KR/CH)(exceto em Nanjing, Dalian)

Encore VCR
- 약속 (EXO, 2014) (CH)(exceto em Dalian)
- Sing For You (KR)(Dalian only)

Ment * 너의 세상으로 (Into Your World) (KR)(exceto em Dalian)
- Unfair (KR)(Dalian only)

Opening VCR (The Exo'luxion)
- 중독 (Overdose) (KR)
- History (KR)
- MAMA (KR)

Ment
- 나비소녀 (Don't Go) (KR)
- Playboy (KR)
- 인어의 눈물 (Baby, Don't Cry) (KR)
- My Answer (KR)

VCR #2 (My Turn to Cry)
- The Star (KR)
- Exodus (KR)
- Hurt (KR)

VCR #3 (Coffee Shop)
- 피터팬 (Peter Pan) (KR)
- XOXO (KR)
- Lucky (KR)
- 3.6.5 (KR)

Ment
- Christmas Day (KR)
- 첫 눈 (First Snow) (KR)
- 12월의 기적 (Miracles in December) (KR)

Ment * Full Moon (KR)
- Machine (KR)
- Drop That (KR)
- Let Out the Beast (KR)
- Run (KR)

VCR #4
- Call Me Baby (KR)
- Dubstep Intro (KR)
- 으르렁 (Growl) (KR)

Ment
- Love Me Right (KR)

VCR #5 (Promise)
- Sing For You (KR)

Ending Ment
- Unfair (KR)

Opening VCR (The Exo'luxion)
- 중독 (Overdose) (KR)
- History (KR)
- El Dorado (KR)

Ment
- 나비소녀 (Don't Go) (KR)
- Playboy (KR)
- 인어의 눈물 (Baby, Don't Cry) (KR)
- My Answer (KR)

VCR #2 (My Turn to Cry)
- The Star (KR)
- Exodus (KR)
- Hurt (KR)

VCR #3 (Coffee Shop)
- 피터팬 (Peter Pan) (KR)
- XOXO (KR) * Lucky (KR)
- 3.6.5 (KR)

Ment
- Christmas Day (KR)
- 첫 눈 (First Snow) (KR)
- 12월의 기적 (Miracles in December) (KR)

Ment
- Full Moon (KR)
- Machine (KR)
- Drop That (KR)
- Let Out the Beast (KR)
- Run (KR)

VCR #4
- Call Me Baby (KR)
- Dubstep Intro (KR)
- 으르렁 (Growl) (KR)

Ment
- Love Me Right (KR)

VCR #5 (Promise)
- Sing For You (KR)

Ending Ment
- Unfair (KR)

Opening VCR (The Exo'luxion)
- 중독 (Overdose) (KR)
- History (KR/CH)
- El Dorado (KR)

Ment
- 나비소녀 (Don't Go) (KR)
- Playboy (KR)
- 인어의 눈물 (Baby, Don't Cry) (KR)
- My Answer (KR)

VCR #2 (My Turn to Cry)
- The Star (KR)
- Exodus (KR)
- Hurt (KR)

VCR #3 (Coffee Shop)
- 피터팬 (Peter Pan) (KR)
- XOXO (KR)
- Lucky (CH)
- 3.6.5 (KR-CH-KR)

Ment
- Christmas Day (KR)
- 첫 눈 (First Snow) (KR)
- 12월의 기적 (Miracles in December) (CH)
- Full Moon (KR)
- Machine (Remix) (KR)
- Drop That (KR)
- Let Out the Beast (Remix) (KR)
- Run (Remix) (KR)

VCR #4
- Call Me Baby (KR)
- Dubstep Intro (KR)
- 으르렁 (Growl) (CH)

Ment
- Love Me Right (KR)

VCR #5 (Promise)
- Sing For You (KR)

Ending Ment
- Unfair (KR)
- 너의 세상으로 (Into Your World) (KR)

Opening VCR (The Exo'luxion)
- 중독 (Overdose) (KR)
- History (KR/CH)
- El Dorado (KR)

Ment
- 나비소녀 (Don't Go) (KR)
- Playboy (KR)
- 인어의 눈물 (Baby, Don't Cry) (KR)
- My Answer (KR)

VCR #2 (My Turn to Cry)
- The Star (KR)
- Exodus (KR)
- Hurt (KR)

VCR #3 (Coffee Shop)
- 피터팬 (Peter Pan) (KR)
- XOXO (KR)
- Lucky (CH)
- 3.6.5 (KR)

Ment
- Christmas Day (KR)
- 첫 눈 (First Snow) (KR)
- 12월의 기적 (Miracles in December) (CH)

Ment
- Full Moon (KR)
- Machine (KR)
- Drop That (KR)
- Let Out the Beast (KR)
- Run (KR)

VCR #4
- Call Me Baby (KR)
- Dubstep Intro (KR)
- 으르렁 (Growl) (Extended Version) (CH)

Ment
- Love Me Right (KR)

VCR #5 (Promise)
- Sing For You (KR)

Ending Ment
- Unfair (KR)

Opening VCR (The Exo'luxion)
- 중독 (Overdose) (KR)
- History (KR/CH)
- El Dorado (KR)

Ment
- 나비소녀 (Don't Go) (KR)
- Playboy (KR)
- 인어의 눈물 (Baby, Don't Cry) (KR)
- My Answer (KR)

VCR #2 (My Turn to Cry)
- The Star (KR)
- Exodus (KR)
- Hurt (KR)

VCR #3 (Coffee Shop)
- 피터팬 (Peter Pan) (KR)
- XOXO (KR)
- Lucky (KR)
- 3.6.5 (KR)

Ment
- Christmas Day (KR)
- 첫 눈 (First Snow) (KR)
- 12월의 기적 (Miracles in December) (KR)

Ment
- Full Moon (Extended Version) (KR)
- Machine (KR)
- Drop That (Extended Version) (KR)
- Let Out the Beast (Extended Version) (KR)
- Run (Extended Version) (KR)

VCR #4
- Call Me Baby (KR)
- 으르렁 (Growl) (Extended Version) (KR)

Ment
- Love Me Right (KR)

VCR #5 (Tour Highlights)
- Girlfriend (KR)
- Unfair (KR)

Ending Ment
- Sing For You (KR)
- Promise Encore

Opening VCR (The Exo'luxion)
- 중독 (Overdose) (Remix) (KR)
- History (Remix) (KR)
- El Dorado (KR)

Ment
- 나비소녀 (Don't Go) (KR)
- Playboy (KR)
- 인어의 눈물 (Baby, Don't Cry) (KR)
- My Answer (KR)

VCR #2 (My Turn to Cry)
- The Star (KR)
- Exodus (KR)
- Hurt (KR)

VCR #3
- 피터팬 (Peter Pan) (KR)
- XOXO (KR)
- Lucky (KR)
- 3.6.5 (KR)

Ment
- Christmas Day (KR)
- 첫 눈 (First Snow) (KR)
- 12월의 기적 (Miracles in December) (KR)

Ment
- Full Moon (KR)
- Machine (Remix) (KR)
- Drop That (JP)
- Let Out the Beast (Remix) (KR)
- Run (Remix) (KR)
- Call Me Baby (KR)
- Love Me Right (JP)
- 으르렁 (Growl) (Stage Version) (KR)

Encore VCR
- 약속 (EXO, 2014) (KR)

Ment
- 너의 세상으로 (Into Your World) (KR)

Opening VCR (The Exo'luxion)
- 중독 (Overdose) (Remix) (KR)
- History (Remix) (KR/CH)
- El Dorado (KR)

Ment
- 나비소녀 (Don't Go) (KR)
- Playboy (KR)
- 인어의 눈물 (Baby, Don't Cry) (KR)
- My Answer (CH)

VCR #2 (My Turn to Cry)
- The Star (KR)
- Exodus (KR)
- Love Me Right (KR)

VCR #3
- 피터팬 (Peter Pan) (KR)
- XOXO (KR)
- Lucky (KR)
- 3.6.5 (KR/CH)

Ment
- Christmas Day (KR)
- 첫 눈 (First Snow) (KR)
- 12월의 기적 (Miracles in December) (CH)

Ment
- Full Moon (KR)
- Machine (Remix) (KR)
- Drop That (KR)
- Let Out the Beast (Remix) (KR)
- Run (Remix) (KR)
- Call Me Baby (CH)
- 늑대와 미녀 (Wolf) (Stage Version) (KR)
- 으르렁 (Growl) (Stage Version) (CH)

Ment
- MAMA (KR/CH)

Encore VCR
- 약속 (EXO, 2014) (CH)

Ment
- 너의 세상으로 (Into Your World) (KR)

Opening VCR (The Exo'luxion)
- 중독 (Overdose) (Remix) (KR)
- History (Remix) (KR/CH)
- El Dorado (KR)

Ment
- 나비소녀 (Don't Go) (KR)
- Playboy (KR)
- 인어의 눈물 (Baby, Don't Cry) (KR)
- My Answer (CH)

VCR #2 (My Turn to Cry)
- The Star (KR)
- Exodus (KR)
- Hurt (KR)

VCR #3
- 피터팬 (Peter Pan) (KR)
- XOXO (KR)
- Lucky (KR)
- 3.6.5 (KR/CH)

Ment
- Christmas Day (KR)
- 첫 눈 (First Snow) (KR)
- 12월의 기적 (Miracles in December) (CH)

Ment
- Full Moon (KR)
- Machine (Remix) (KR)
- Drop That (KR)
- Let Out the Beast (Remix) (KR)
- Run (Remix) (KR)
- Call Me Baby (CH)
- Love Me Right (CH)
- 으르렁 (Growl) (Stage Version) (CH)

Ment
- MAMA (KR/CH)

Encore VCR
- 약속 (EXO, 2014) (KR)

Ment
- 너의 세상으로 (Into Your World) (CH)

## Datas
| Data                    | Cidade        | País           | Local                                | Ingressos        |
| ----------------------- | ------------- | -------------- | ------------------------------------ | ---------------- |
| Ásia                    |               |                |                                      |                  |
| 7 de março de 2015      | Seul          | Coreia do Sul  | Olympic Gymnastics Arena             | 67,040 (100%)    |
| 8 de março de 2015      | Seul          | Coreia do Sul  | Olympic Gymnastics Arena             | 67,040 (100%)    |
| 13 de março de 2015     | Seul          | Coreia do Sul  | Olympic Gymnastics Arena             | 67,040 (100%)    |
| 14 de março de 2015     | Seul          | Coreia do Sul  | Olympic Gymnastics Arena             | 67,040 (100%)    |
| 15 de março de 2015     | Seul          | Coreia do Sul  | Olympic Gymnastics Arena             | 67,040 (100%)    |
| 30 de maio de 2015      | Xangai        | China          | Mercedes-Benz Arena                  | 21,248 (100%)    |
| 31 de maio de 2015      | Xangai        | China          | Mercedes-Benz Arena                  | 21,248 (100%)    |
| 12 de junho de 2015     | Taipei        | Taiwan         | Taipei Arena                         | 23,180 (100%)    |
| 13 de junho de 2015     | Taipei        | Taiwan         | Taipei Arena                         | 23,180 (100%)    |
| 20 de junho de 2015     | Bangkok       | Tailândia      | Impact Arena                         | 27,476 (100%)    |
| 21 de junho de 2015     | Bangkok       | Tailândia      | Impact Arena                         | 27,476 (100%)    |
| 18 de julho de 2015     | Pequim        | China          | MasterCard Center                    | 23,512 (100%)    |
| 19 de julho de 2015     | Pequim        | China          | MasterCard Center                    | 23,512 (100%)    |
| 1º de agosto de 2015    | Chengdu       | China          | Chengdu Sports Centre Stadium        | 16,318 (100%)    |
| 16 de agosto de 2015    | Lantau Island | Hong Kong      | AsiaWorld–Arena                      | 27,308 (100%)    |
| 17 de agosto de 2015    | Lantau Island | Hong Kong      | AsiaWorld–Arena                      | 27,308 (100%)    |
| 22 de agosto de 2015    | Xi'an         | China          | Shaanxi Province Stadium             | 13,759 (100%)    |
| 12 de setembro de 2015  | Chongqing     | China          | Chongqing Olympic Sports Center      | 15,342 (100%)    |
| 17 de outubro de 2015   | Guangzhou     | China          | Guangzhou International Sports Arena | 12,373 (100%)    |
| 31 de outubro de 2015   | Fukuoka       | Japão          | Marine Messe Fukuoka                 | 23,896 (100%)    |
| 1º de novembro de 2015  | Fukuoka       | Japão          | Marine Messe Fukuoka                 | 23,896 (100%)    |
| 6 de novembro de 2015   | Tóquio        | Japão          | Tokyo Dome                           | 147,382 (100%)   |
| 7 de novembro de 2015   | Tóquio        | Japão          | Tokyo Dome                           | 147,382 (100%)   |
| 8 de novembro de 2015   | Tóquio        | Japão          | Tokyo Dome                           | 147,382 (100%)   |
| 13 de novembro de 2015  | Osaka         | Japão          | Osaka Dome                           | 134,830 (100%)   |
| 14 de novembro de 2015  | Osaka         | Japão          | Osaka Dome                           | 134,830 (100%)   |
| 15 de novembro de 2015  | Osaka         | Japão          | Osaka Dome                           | 134,830 (100%)   |
| 21 de novembro de 2015  | Macau         | China          | CotaiArena                           | 13,108 (100%)    |
| 12 de dezembro de 2015  | Nanjing       | China          | Nanjing Olympic Sports Center        | 11,612 (100%)    |
| 9 de janeiro de 2016    | Kallang       | Singapura      | Singapore Indoor Stadium             | 16,344 (100%)    |
| 10 de janeiro de 2016   | Kallang       | Singapura      | Singapore Indoor Stadium             | 16,344 (100%)    |
| 23 de janeiro de 2016   | Manila        | Filipinas      | Mall of Asia Arena                   | 20,056 (100%)    |
| 24 de janeiro de 2016   | Manila        | Filipinas      | Mall of Asia Arena                   | 20,056 (100%)    |
| América do Norte        |               |                |                                      |                  |
| 10 de fevereiro de 2016 | Dallas        | Estados Unidos | Verizon Theatre                      | 6,284 (99%)      |
| 12 de fevereiro de 2016 | Vancouver     | Canadá         | Thunderbird Arena                    | 7,842 (97%)      |
| 14 de fevereiro de 2016 | Los Angeles   | Estados Unidos | Los Angeles Memorial Sports Arena    | 12,998 (100%)    |
| 19 de fevereiro de 2016 | Chicago       | Estados Unidos | Rosemont Theatre                     | 4,394 (100%)     |
| 21 de fevereiro de 2016 | Newark        | Estados Unidos | Prudential Center                    | 9,919 (100%)     |
| Asia                    |               |                |                                      |                  |
| 27 de fevereiro de 2016 | Jacarta       | Indonésia      | Indonesia Convention Exhibition      | 15,284 (100%)    |
| 5 de março de 2016      | Dalian        | China          | Dalian Sports Center                 | 15,702 (100%)    |
| 12 de março de 2016     | Kuala Lumpur  | Malásia        | Stadium Merdeka                      | 15,415 (100%)    |
| 18 de março de 2016     | Seul          | Coreia do Sul  | Olympic Gymnastics Arena             | 42,165 (100%)    |
| 19 de março de 2016     | Seul          | Coreia do Sul  | Olympic Gymnastics Arena             | 42,165 (100%)    |
| 20 de março de 2016     | Seul          | Coreia do Sul  | Olympic Gymnastics Arena             | 42,165 (100%)    |
| Total                   | Total         | Total          | Total                                | 742,856 (99.48%) |